# Sabanejewia larvata
Sabanejewia larvata es una especie de pez de la familia Cobitidae en el orden de los Cypriniformes.

## Morfología
• Los machos pueden llegar alcanzar los 9 cm de longitud total.

## Alimentación
Come invertebrados.

## Hábitat
Vive en zonas de clima templado.

## Distribución geográfica
Se encuentra al norte de Italia.

## Estado de conservación
Se encuentra amenazado de extinción debido a la contaminación y la destrucción de su hábitat.